# VfB 05 Knielingen
Der VfB 05 Knielingen ist ein Fußballverein aus dem Karlsruher Stadtteil Knielingen.

## Geschichte
Der Verein hat seine Wurzeln im Fußballverein Germania, der am 12. Juni 1905 gegründet wurde. 1909 schloss sich der Verein mit dem 1906 gegründeten FC Viktoria zum Knielinger Fussballverein 1905 zusammen. Wie in anderen Orten Deutschlands entstand 1926 auch in Knielingen parallel zu den bürgerlichen Sportvereinen der Arbeiterfußballverein Arbeiter-SV 1926 Knielingen. Nachdem dieser nach der Machtübernahme der Nationalsozialisten verboten wurde, schlossen sich 1933 der Knielinger Fußballverein und der Arbeitersportverein zum VfB 05 Knielingen zusammen.
Der Verein stieg zur Spielzeit 1938/39 in die damals zweitklassige Fußball-Bezirksklasse Mittelbaden auf. 1941 nahm der damals zweitklassig spielende VfB Knielingen am Tschammer-Pokal, dem Vorläufer des heutigen DFB-Pokals teil, und sorgte hier deutschlandweit für Aufsehen. Begünstigt durch die in den Knielinger Kasernen stationierten Soldaten hatte man eine so spielstarke Elf, die in der regionalen Qualifikation renommierte Vereine wie den Karlsruher FV, Phönix und VfB Mühlburg oder den mit fünf Nationalspielern angetretenen elsässischen Meister FC Schweighausen besiegte. Hiermit war der VfB unter den letzten 64 Mannschaften in Deutschland. Dann kam das Aus in der ersten Hauptrunde bei den Stuttgarter Kickers. Während diese ihre komplette erste Mannschaft – mit den Nationalspielern Edmund Conen und Albert Sing an der Spitze – zur Verfügung hatten, wurde beim VfB fast die komplette Mannschaft zum Kriegsdienst eingezogen, so dass fast ausschließlich Junioren nach Stuttgart geschickt werden mussten. Die darauf folgende 0:17-Niederlage ist bis heute das höchste je im deutschen Vereinspokal erzielte Ergebnis. In der folgenden Saison konnten die Knielinger in der Liga an die Pokalerfolge anknüpfen und qualifizierten sich für die Aufstiegsrunde zur erstklassigen Gauliga Baden. Dort scheiterten sie jedoch an Gegnern wie dem FV Daxlanden.
Nach Ende des Zweiten Weltkriegs qualifizierte sich der VfB Knielingen für die Landesliga, die später zur Amateurliga Nordbaden wurde. Nach dem Abstieg 1949 konnte der Verein nochmals in den Spielzeiten 1952/53, 1968/69 und von 1970 bis 1978 ins Amateuroberhaus zurückkehren. Nachdem man sich mit Rang 15 in der Runde 1977/78 nicht für die neu geschaffene Oberliga Baden-Württemberg qualifizieren konnte, spielte der Verein noch einige Jahre in der Verbands- bzw. Landesliga, bis er mit der Zeit bis in die A-Klasse abrutschte. Seit der Saison 2005/06 bestreitet der VfB Knielingen seine Verbandsspiele in der inzwischen eingleisigen Kreisliga Karlsruhe.
Mit dem Umzug auf das neue Gelände „Sportpark Knielingen“ im September 2012 verfügt der Verein nun über zwei Rasenplätze sowie einen Hartplatz. Auf dem Gelände befindet sich außerdem eine Trainingshalle, die dem TV Knielingen zugehörig ist.
Im Jahr 2020 wurde das Gelände dann um einen Kunstrasenplatz ergänzt. Sportlich gesehen kann eine stetige Weiterentwicklung seit der Umsiedlung notiert werden. So sind mittlerweile alle Jugendmannschaften besetzt. Bei den Senioren konnte die erste Mannschaft zur Saison 20/21 in die Landesliga Mittelbaden aufsteigen. Zwei Jahre zuvor gelang der zweiten Mannschaft der Aufstieg in die A-Klasse. 2024 stieg die erste Mannschaft wieder in die Kreisliga Karlsruhe ab. Dem folgte in der Saison 2024/25 der direkte Wiederaufstieg in die Landesliga; zudem stiegen auch noch die zweite und dritte Mannschaft auf.

## Sportpark

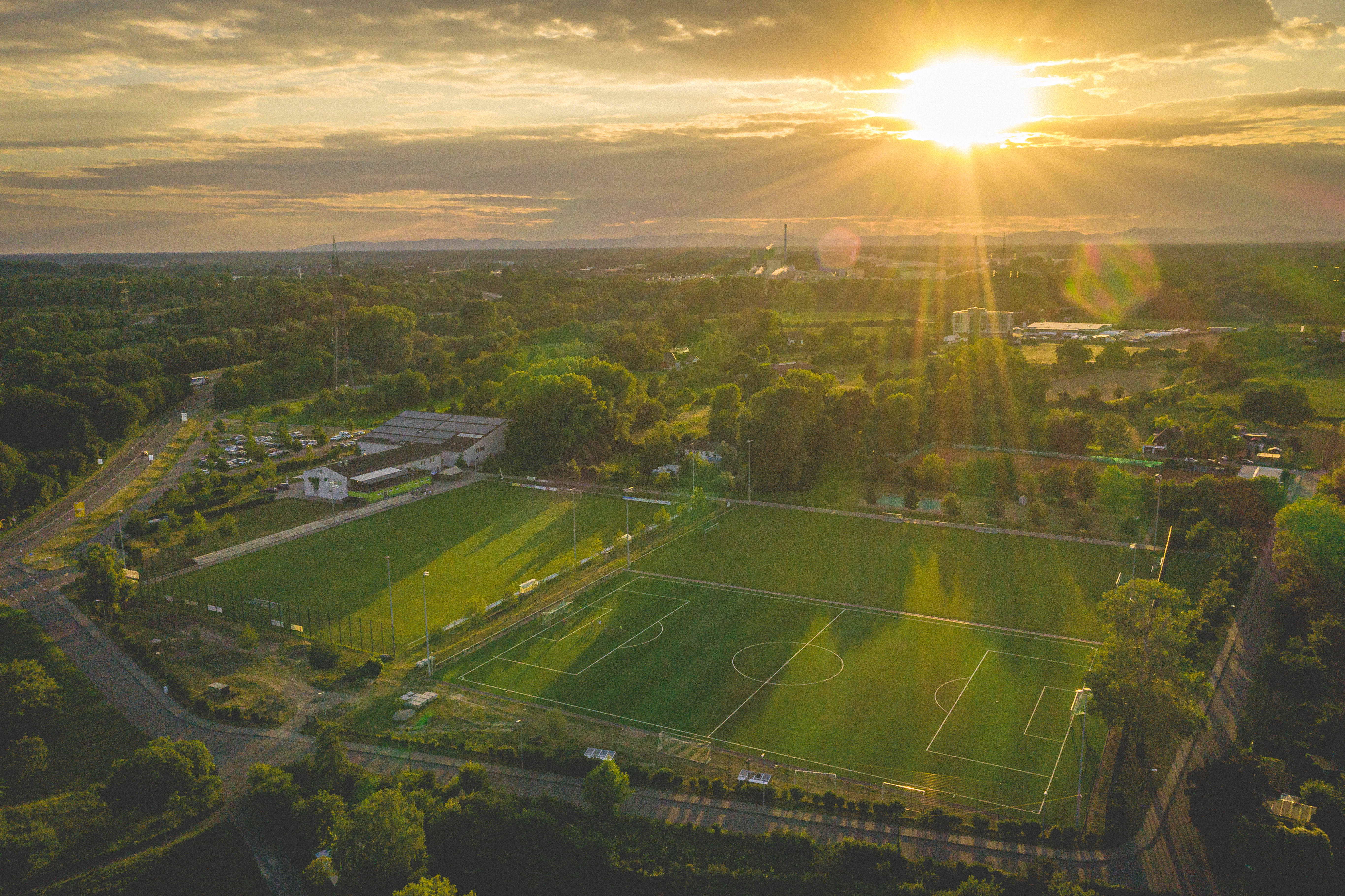
VfB 05 Sportpark

## Bekannte Spieler
- Herrmann Barth vom Knielinger Arbeiterfußballverein wurde 1930 zum Spiel gegen Finnland in die Ländermannschaft des Arbeitersports berufen.
- Volker Beck, Zweitligaprofi bei den Stuttgarter Kickers